# 1941 (pel·lícula)
1941 és una pel·lícula estatunidenca dirigida per Steven Spielberg estrenada el desembre de 1979, escrita pels seus amics Robert Zemeckis i Bob Gale. Els actors principals són John Belushi i Dan Aykroyd. És una comèdia paròdica de les pel·lícules de guerra, referida al pànic a Los Angeles i els seus voltants, després de l'atac japonès a Pearl Harbor del 7 de desembre de 1941. Ha estat doblada al català.
Fins i tot si no va tenir l'èxit econòmic i de públic de les pel·lícules precedents (i següents) de Spielberg, va obtenir un reconeixement tardà després d'haver estat difós per ABC en una versió llarga i haver reeditat en video-cassettes i DVD.
El coguionista Bob Gale ha indicat que la intriga s'inspira en un incident conegut amb el nom de Batalla de los Angeles, així com del bombardeig per un submarí japonès de la refineria de petroli Ellwood, prop de Santa Barbara. Altres incidents reals han inspirat la pel·lícula, com els aixecaments coneguts amb el nom de Zoot Suit Riots on l'exèrcit va posar verdaderament un canó antiaeri al jardí d'una propietat privada a la costa (de Maine).

## Argument
L'acció es desenvolupa durant una llarga jornada, el 13 de desembre de 1941. Una jove (Susan Backlinie), que forma part d'un club de nadadors es banyarà nua de bon matí. Pel guió i la música, és una picada d'ull a la seqüència d'obertura de la pel·lícula Jaws. Es troba enganxada al periscopi d'un submarí japonès que ha vingut a destruir un objectiu "honorable" i que puja a la superfície.
Quan la tripulació la veu tota nua, comprèn que han arribat a la destinació: Hollywood, i es submergeix mentre que la jove torna a la vora. El comandant Mitamuru del submarí és interpretat per l'actor Toshirō Mifune que ha interpretat sovint els comandants o almiralls japonesos molt rígids. El submarí porta com a observador un comandant nazi igualment molt exigent sobre les accions a dur a terme.
Durant aquest temps, contra la voluntat del seu pare, Wally Stephens, submarinista en un restaurant, vol participar en un concurs de ball de jitterbug de l'USO (United Service Organizations), una associació l'objectiu de la qual és distreure els soldats. La seva amiga Betty Douglas l'ha d'acompanyar. Una tripulació de tanc, el sergent Frank Tree, Private Foley i el caporal Sitarski van a dinar al restaurant de Wally i organitzen un enrenou.

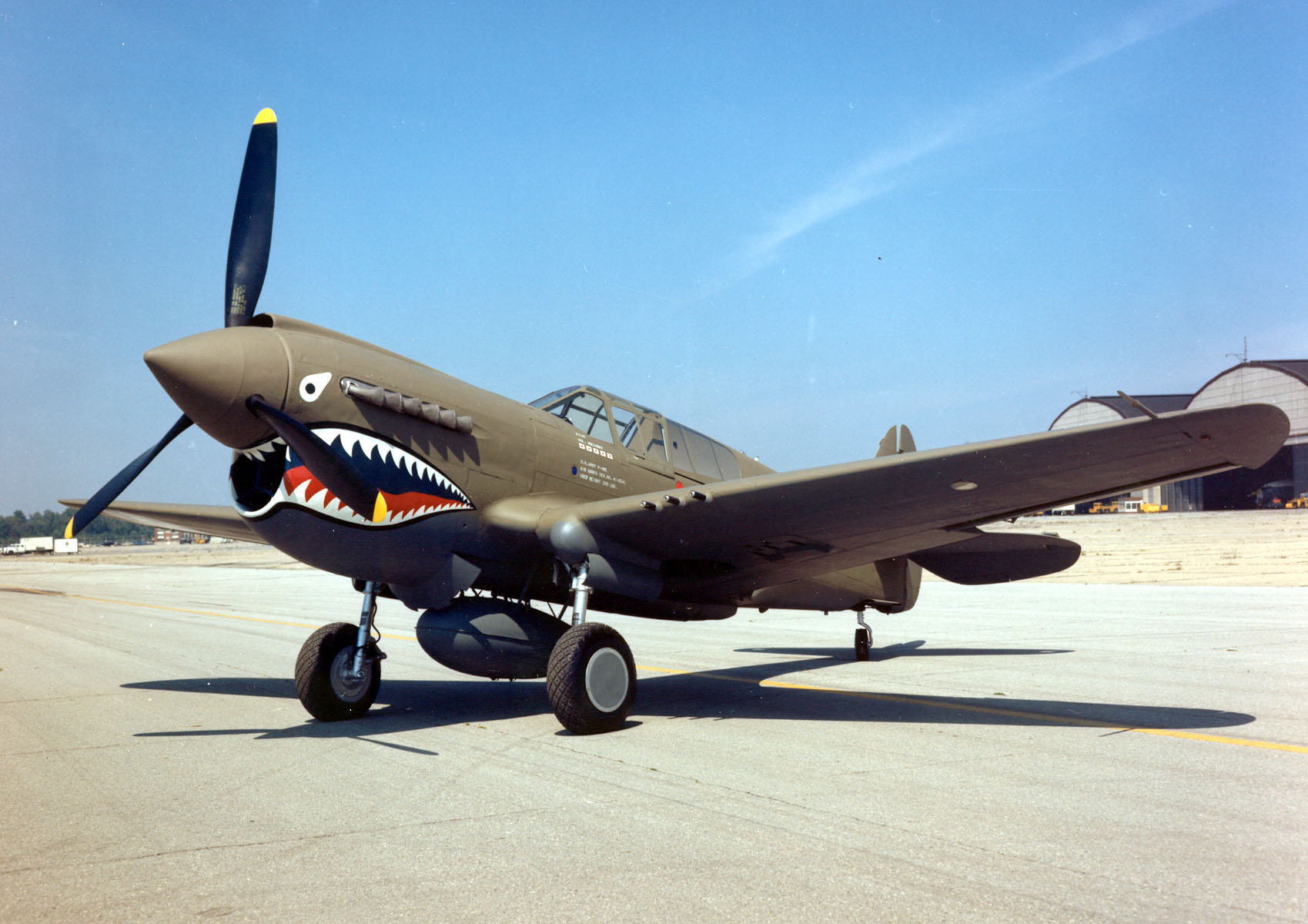
Un P-40 com el de la pel·lícula

En el mateix moment, el capità de l'Air Force mig boig Wild Bill Kelso, persuadit d'estar perseguint avions japonesos, posa el seu caça Curtiss P-40 en una carretera a la Vall de la Mort per omplir-lo en una senzilla estació de servei, però accidentalment, la fa explotar.
Alguns dies després de l'atac a Pearl Harbor, el personatge que encarna el general Joseph Stilwell vol posar ordre. Però el coronel Mad Man Maddox, la nova secretària del general Donna Stratten i l'ajuda de camp del general, el capità Loomis Birkhead tenen altres idees.
En una de les conferències de premsa de Stillwell sobre una pista d'aterratge, Birkhead intenta lligar amb Donna, que s'excita sexualment quan és a l'avió. Aconsegueix atreure-la en un bombarder B-17 per intentar seduir-la, però ella li col·loca un ganxo dret. Birkhead s'esfondra, acciona el comandament de llançament de bombes i una bomba de 500 lliures roda cap al podi de premsa en el moment què el general Stillwell promet "que no hi haurà bombes aquí". El general i els assistents fugen just abans de l'explosió de la bomba.
A casa dels Douglas, que viuen en una casa vora el mar, Betty i la seva amiga Maxine li diuen a Wally que no serà autoritzat a anar a la vesprada de ball de l'USO, ja que està reservada als militars. Wally s'amaga al graner del garatge dels Douglas quan Ward, el pare de Betty, entra en escena. Poc després, el sergent Frank Tree arriba amb el seu equip portant un canó de 40 mm remolcat. El caporal Sitarski se sent atret per Betty. Quan li demana que vagi a ballar amb ell, Wally cau del graner. Furiosos, Ward i Sitarski el llancen a un camió de recollida de la brossa.
El submarí japonès no aconsegueix trobar Los Angeles, ja que el seu radar és trencat. Forma una patrulla de desembarcament que captura Hollis Wood, un venedor de fusta. Portat al vaixell, dona lloc a un quid pro quo, ja que la tripulació vol saber on es troba Hollywood, mentre que l'americà capturat es diu Hollis Wood. S'adona que porta una petita brúixola i se l'empassa perquè els japonesos no se'n puguin apoderar.
Dos americans una mica ximples són enviats a instal·lar-se dalt de la roda de fira d'un parc d'atraccions per vigilar eventuals avions enemics.
Wood s'escapa del submarí mentre a Los Angeles, el general Stilwell va a veure la pel·lícula Dumbo que acaba de sortir. Decidits a acabar el que han començat al matí, el capità Birkhead i Donna Stratten van a un aeròdrom local on es troba un avió del coronel Madman Maddox. Maddox, convençut que els japonesos enviaran paracaigudistes sobre els pujols, els permet manllevar el seu avió sota el pretext de fer un reconeixement aeri.
Davant la sala de ball de l'USO, Betty és abordad a la vegada per Sitarski i Wally. Sitarski colpeja Wally i treu Betty per la força a la pista de ball. Però és Maxine qui s'ha enamorat de Sitarski. Wally s'introdueix en la sala de ball després d'haver amagat el seu uniforme de soldat de la patrulla costanera. Amb Betty, guanyen el concurs de ball després d'un jitterburg desenfrenat, tot evitant Sitarski, perseguit per Maxine. Sitarski dona un cop de puny a Wally i en resulta una baralla general. El sergent Tree arriba amb el seu tanc i la seva tripulació per posar ordre.
Durant aquest temps, Los Angeles passa a alerta vermella per un avió desconegut. De fet és l'avió de Birkhead i Donna. Ward Douglas veu el submarí japonès al mar, no lluny de la seva casa. Totes les bateries de DCA són en alerta. El desordre s'amplia quan Wild Bill arriba amb el seu P-40 i abat l'avió de Birkhead i Donna en el parc prehistòric de La Brea Tar Pits, ja que l'ha pres per a un avió japonès. Descobreix el submarí japonès, però és abatut per la DCA que ha cregut que era un avió japonès.
El Caporal Sitarski agafa Betty i l'arrossega sota un camió per intentar violar-la. Wally la salva i colpeix Sitarski amb l'ajuda d'un cinturó de municions. El capità Kelso, l'avió del qual ha estat abatut parla a Wally del submarí japonès que ha vist. Sempre vestit d'un uniforme de l'exèrcit, Wally porta el tanc del sergent Tree, ja que aquest ha estat mort per la caiguda d'una estàtua de Pare Noël. Van per disparar al submarí. Wild Bill els segueix amb una moto amb Sitarski i Maxine al sidecar.
Durant aquest temps, Ward Douglas comença a disparar sobre el submarí japonès, però de fet, destrueix la seva pròpia casa. El submarí rèplica contra el que creu ser una estructura industrial. En lloc d'allò, ateny la gran roda del parc d'atraccions. Se separa i roda cap al dic i l'oceà. El tanc cau quan el dic que el sostenia es desploma al mar. Wild Bill sempre al manillar de la seva moto cau també a l'oceà i nada cap al submarí, on és capturat pels japonesos. Considerant que la seva missió és complerta, tornen a casa seva. El capità alemany és llançat per la borda pels japonesos per haver criticat la seva acció una vegada més. És capturat més tard i és l'única "victòria americana".
L'endemà al matí, el general Stilwell arriba a la casa de Douglas Ward que vol enganxar una garlanda de Nadal. Però la casa és tan malmesa que bascula a l'oceà Pacífic. La pel·lícula s'acaba amb tots els personatges de la pel·lícula davant la casa destruïda.

## Repartiment
- Dan Aykroyd: Sergent Frank Tree
- Ned Beatty: Ward Douglas
- John Belushi: Capità "Buffalo" Bill Kelso
- Lorraine Gary: Joan Douglas
- Murray Hamilton: Claude Crumn
- Christopher Lee: Capità Wolfgang von Kleinschmidt
- Toshirō Mifune: Comandant Akiro Mitamura
- Tim Matheson: Capità Loomis Birkhead
- Warren Oates: Coronel 'Madman' Maddox
- Robert Stack: General Joseph W. Stilwell
- Treat Williams: Caporal Chuck 'Stretch' Sitarski
- Elisha Cook Jr.: L'Amo, Dexter
- Frank McRae: El Soldat Ogden Johnson Jones
- Dianne Kay: Betty Douglas
- Nancy Allen: Donna Stratton
- Eddie Deezen: Herbie
- John Candy: Soldat Foley
- Mickey Rourke: Soldat Reese

## Al voltant de la pel·lícula
- Al començament de la pel·lícula, en l'arribada del submarí japonès, es pot sentir la música de Jaws, el primer èxit de Steven Spielberg i de John Williams.
- Steven Spielberg fa també referència a  Duel , la seva primera pel·lícula, rodant l'escena de l'arribada de Wild Bill Kelso amb el seu P-40 a l'estació servei a la vall de la Mort. Spielberg havia rodat en aquesta mateixa estació de servei un atac del camió assassí de Dennis Weaver. Destacar que l'actriu Lucille Bensen torna a fer el paper de la gerent de l'estació.
- Destacar també en el plafó "HOLLYWOODLAND" destruït per l'avió P-40 de Wild Bill Kelso. Les lletres destruïdes són L.A.N la qual cosa dona l'actual plafó Hollywood.

## Nominacions
- Oscar als millors efectes visuals: A.d. Flowers i Gregory Jein